# Завод суперфосфату у Коппалі
Завод суперфосфату у Коппалі – підприємство у штаті Карнатака, яке належить компанії K.P.R. Agrochem (первісно мала назву K.P.R. Fertilisers). 
Завод, який почав роботу у 2012/2013 бюжетному році, має потужність на рівні 35 тон суперфосфату на добу, при цьому номінальна річна потужність рахується як 105 тисяч тон. Втім, фактичний показник може суттєво відрізнятись від проектного, так, у 2021/2022 бюджетному році виробництва склало лише 15 тисяч тон. 
Суперфосфат отримують шляхом обробки імпортованих фосфатів сульфатною кислотом, яка остання продукується на самому майданчику в обсягах до 120 тон на добу. Технологія виробництва зазначеної кислоти передбачає спалювання сірки із виділенням значних обсягів тепла, утилізація якого дозволяє виробляти 1 МВт електроенергії. 
За кілька років після запуску майданчик доповнили виробництвом лінійного алкіл бензол сульфонату (LABSA, поверхнево-активна речовина, що передусім потрібна для продукування миючих засобів) в обсягах 40 тон на добу. Під час виробництва LABSA як супутній продукт виникає сульфатна кислота, що в подальшому спрямовується на виробництво суперфосфату.
Серед іншої продукції заводу можливо назвати дикальцій фосфат (використовується передусім як харчова добавка, зокрема у кормах для тварин) та диметилсульфат (використовується як метилюючий агент, отримують реакцією метанолу з триоксидом сірки, який, в свою чергу, є одним з напівфабрикатів у виробництві сульфатної кислоти).
Можливо відзначити, що K.P.R. Agrochem має ще один завод суперфосфату, який працює у штаті Андхра-Прадеш у Біккаволу.